# 李丁 (影视演员)
李丁（1926年—2009年7月29日），原名李守海，男，山东济宁人，中国表演艺术家。

## 生平
李丁1938年随全家迁居北京，在弘达中学读书期间秘密加入中国共产党。1946年在中法大学读书期间开始演出话剧，是当年北京三大学生剧团之祖国剧团的成员。1948年，李丁被转移到晋察冀边区，不久加入华北人民革命大学文工团。
中华人民共和国成立后，李丁进入中央实验话剧院导演培训班学习，1956年毕业并加入中国戏剧家协会。1958年，李丁被打成右派，被调往青海省，在青海话剧院当清洁工。1978年，李丁被平反，调回北京。
2009年7月29日，李丁病逝于北京，享壽82岁。

## 奖项
- 2003年第三届数字电影百合奖：优秀男演员（《家有轿车》）

## 主要作品

### 电视剧
- 2010年，《窦天宝传奇》
- 2007年，《皇上二大爷》
- 2007年，《守候幸福》
- 2005年，《福贵》
- 2005年，《深呼吸》
- 2005年，《江山风雨情》
- 2004年，《巴哥正传》
- 2004年，《北京，我的爱》
- 2004年，《咸丰王朝之一帘幽梦》
- 2004年，《老屋》
- 2003年，《爸爸叫红旗》
- 2003年，《张灯结彩之好事多磨》
- 2002年，《银鼠》
- 2002年，《梦断紫禁城》
- 2002年，《刁蛮公主逍遥王》
- 2001年，《重案六组》
- 2001年，《金搏虎》
- 2001年，《百年虚云》
- 2001年，《人虫之小人物的故事:房虫大爷》
- 2001年，《东北一家人》
- 1998年，《康熙微服私访记》
- 1995年，《无悔追踪》
- 1994年，《宰相刘罗锅》
- 1992年，《皇城根儿》
- 1989年，《那五》

### 电影
- 2007年，《大内咪咪探》
- 2002年，《家有轿车》
- 2001年，《女人万岁》
- 1999年，《洗澡》
- 1992年，《天堂回信》
- 1990年，《我的九月》
- 1986年，《娃娃餐厅》
- 1985年，《顾此失彼》
- 1984年，《林中迷案》
- 1984年，《四等小站》